# Echinophora
Echinophora är ett släkte i familjen flockblommiga växter.

## Arter
Släktet har elva arter, som förekommer i Sydeuropa, Nordafrika, Mellanöstern och Centralasien:
- Echinophora chrysantha Freyn & Sint.
- Echinophora cinerea (Boiss.) Hedge & Lamond
- Echinophora lamondiana Yıldız & Z.Bahcecioglu
- Echinophora orientalis Hedge & Lamond
- Echinophora platyloba DC.
- Echinophora scabra Gilli
- Echinophora sibthorpiana Guss.
- Echinophora spinosa L.
- Echinophora tenuifolia L.
- Echinophora tournefortii Jaub. & Spach
- Echinophora trichophylla Sm.